# Уссо
Уссо (італ. Usseaux, п'єм. Usseu) — муніципалітет в Італії, у регіоні П'ємонт,  метрополійне місто Турин.
Уссо розташоване на відстані близько 570 км на північний захід від Рима, 55 км на захід від Турина.
Населення — 193 особи (2014).

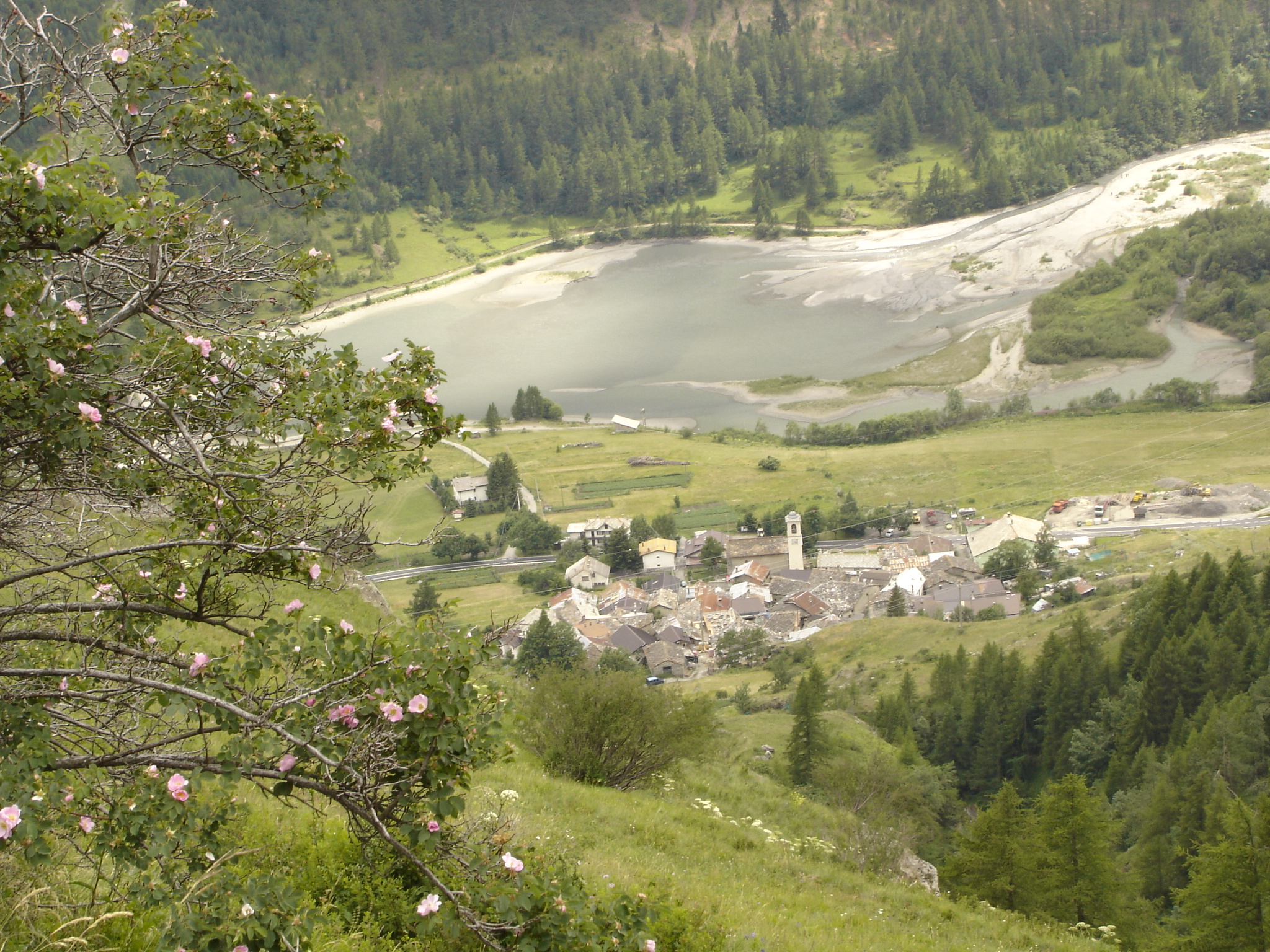

Щорічний фестиваль відбувається 29 червня. Покровитель — San Pietro.

## Демографія
Населення за роками:

Станом на 1 січня 2023 року в муніципалітеті офіційно проживали 3 іноземці з 3 країн, серед них 3 громадяни країн Євросоюзу.

## Сусідні муніципалітети
- Кьомонте
- Ексіллес
- Фенестрелле
- Гравере
- Меана-ді-Суза
- Праджелато